# Widad Kawar
Widad Kawar, en árabe: وداد قعوار‎, (Tulkarm, 1931) es una historiadora del arte palestina y coleccionista de arte étnico y cultural palestino y jordano. Ha coleccionado más de 2000 vestidos, trajes, textiles y joyas a lo largo de 50 años, buscando preservar una cultura que ha sido dispersada  por el conflicto. Kawar es conocida como Umm l'ibas al-falastini, la madre de la vestimenta palestina.

## Trayectoria
Kawar nació en la ciudad de Tulkarm en una familia cristiana palestina en 1931. Su familia se mudó a Belén en 1941. Su padre, Jalil, era profesor y fue el director del sistema escolar juvenil en el gobierno del Mandato Británico de Palestina. Estudió en la Universidad Americana de Beirut.
Kawar ha puesto su colección a disposición del público y ha montado exhibiciones de vestimenta palestina en todo el mundo. Es la autora de libros especializados en el bordado palestino y busca establecer una Galería de Bordado Cultural. Colaboró con Margaret Skinner en  Un tesoro de puntadas: motivos de bordado palestinos, 1850-1950 (Rimal/Melisende). También escribió Hilos de identidad: preservando la vestimenta y el patrimonio palestino (Rimal/Melisende).
Widad es miembro del Patronato del Centro Norteamericano de Investigaciones Orientales. Ha fundado el Centro Tiraz, que administra un pequeño museo en Amán, Jordania, que alberga su colección y está dedicado a la preservación de las tradiciones culturales palestinas y jordanas.

## Reconocimientos
En 2012, Kawar ganó el Premio Internacional Príncipe Klaus de cultura y desarrollo. En 2017 ganó la Damourth Meda, la medalla mundialmente prestigiosa por la creación de una obra de referencia.

## Obra
- Pio, Layla y Widad Kawar, contribuciones Encyclopedia of Embroidery from the Arab World (La encyclopedia del bordado del Mundo Aráb). Bloomsbury, 2017.
- Skinner, Margarita y Widad Kamel Kawar. Motivos de bordado palestinos: un tesoro de puntadas, 1850-1950 . Melisenda, 2014.
- Kawar, Widad: Hilos de identidad: preservación del traje y la herencia palestinaISBN 978-9963-610-41-9 Publicaciones Rimal. 2011
- Kawar, Widad y Shelagh Weir: disfraces y costumbres nupciales en Bayt Dajan .«biography». Kawar Arab Heritage Collection. Archivado desde el original el 9 de octubre de 2006."biografía" . Colección Kawar de la herencia árabe. Archivado desde el original el 9 de octubre de 2006.
- Kawar, Widad y Tania Nasir: el bordado palestino : Punto de cruz tradicional "Fallahi"ISBN 3-927270-04-0 . Múnich, Museo Estatal de Etnografía. 1992.
- Kawar, Widad: Pracht Und Geheimnis - Kleidung Und Schmuck Aus Palästina Und JordanienISBN 3-923158-15-7 Museo Rautenstrauch-Joest de Múnich. 1987